# براندون توماس (مغني)
براندون توماس (بالإنجليزية: Brandon Thomas)‏ هو مغني أمريكي، ولد في 8 يونيو 1980 في بالتيمور في الولايات المتحدة.